# Мёнххоф
Мёнххоф (нем. Mönchhof) — коммуна (нем. Gemeinde) в Австрии, в федеральной земле Бургенланд. 
Входит в состав округа Нойзидль-ам-Зе.  Население составляет 2268 человек (на 31 декабря 2005 года). Занимает площадь 33,6 км². Официальный код  —  10712.

## Политическая ситуация
Бургомистр коммуны — Йозеф Кольби (АНП) по результатам выборов 2007 года.
Совет представителей коммуны (нем. Gemeinderat) состоит из 23 мест.
- АНП занимает 11 мест.
- СДПА занимает 10 мест.
- АПС занимает 1 место.
- Партия LM занимает 1 место.